# Beberbecker
Pour les articles homonymes, voir Beberbeck.
Le Beberbecker (allemand : Beberbecker) est une race de chevaux allemande, établie au haras de Beberbeck. Proche du Pur-sang, de grande taille, ce cheval de selle a disparu consécutivement à la fermeture de son haras d'origine, en 1930. Il est originaire de l'actuel land de Hesse.

## Dénomination
La race porte le nom de son élevage d'origine.

## Histoire
Ces chevaux sont originaires du Centre-Ouest de l'Allemagne. Ils proviennent du haras de Beberbeck, fondé en 1720 près de Cassel dans le Landgraviat de Hesse-Cassel,. Initialement, des efforts ont été déployés pour élever des chevaux de robe palomino, mais les éleveurs se sont rapidement intéressés à l'élevage de chevaux d'équitation de qualité. Les juments locales ont d'abord été croisées à des étalons arabes, puis Pur-sang. En 1929, le haras prussien est fermé et la plupart de ses juments poulinières sont vendues. La majorité partent en Pologne. Cela entraîne la quasi-disparition de la race.
En avril 2018, la commission de la jeunesse et des loisirs obtient une autorisation d'achat de chevaux du type Beberbecker pour le zoo de Saraburg dans le district de Cassel. Le projet est difficile, car il ne reste qu'une poignée d'animaux correspondant à l'ancienne race Beberbecker dans toute l'Allemagne, et les animaux de race pure n'existent plus en Allemagne.

## Description
Le Beberbecker présente un modèle proche du Pur-sang, en beaucoup plus lourd,. Il toise habituellement plus de 1,60 m,, soit une moyenne de 1,63 m.
La tête, de profil rectiligne, est surmontée de petites oreilles. Les épaules sont inclinées, le dos est fort et de longueur moyenne. Les pieds sont durs. Les crins sont longs et denses.
Son physique est harmonieux et fort. Les membres sont de bonne qualité, avec un tour de canon supérieur à 20 cm.
La robe est baie sous toutes les nuances, ou alezane,,. Le tempérament est réputé doux, courageux et endurant, ces chevaux sont réputés pour leur intelligence.

## Utilisations
Le Beberbecker a d'abord été élevé comme cheval de cavalerie, et s'est taillé une solide réputation parmi la cavalerie polonaise. Il a également été utilisé dans l'agriculture et comme cheval d'attelage.

## Diffusion de l'élevage
Le Beberbecker est une race locale allemande. Bien qu'il existait encore un livre généalogique dans les années 1970, il a presque complètement disparu. Le Beberbecker ne figure ni dans l'étude menée par l'université d'Uppsala, publiée en août 2010 pour la FAO, ni dans la base de données DAD-IS. Cependant, Gianni Ravazzi affirme (en 2010) que quelques passionnés en poursuivent l'élevage en Allemagne ; l'ouvrage Equine Science (4e édition de 2012) le classe parmi les races de chevaux de selle peu connues au niveau international.
D'après un article de HNA, quelques animaux descendants du haras allemand se trouveraient encore dans des régions de Lituanie, de Russie, et de la mer Noire.